# Juan Martínez de Murillo
Juan Martínez de Murillo, O. Cist. (Murillo, segunda metade do século XIV – Roma, 8 de outubro de 1420) foi um cardeal aragonês da Igreja Católica.

## Biografia
Às vezes conhecido sob a forma latina de seu nome, Martinius Murillius, e às vezes com o sobrenome Martín, a data de nascimento é desconhecida com exatidão, sabendo-se que nasceu em Murillo. Entrou para a Ordem de Cister, foi prior de Nuestra Señora del Pilar, em Saragoça, quando foi eleito abade de Montearagón em 1395.
Como abade, participou da reunião realizada em Saragoça para a defesa do reino de Aragão, e também no juramento do rei Martim I em Saragoça, realizado em 1398.
Foi criado cardeal pelo Papa de Avinhão Bento XIII no Consistório de 22 de setembro de 1408, em Avinhão, recebendo o título de cardeal-presbítero de São Lourenço em Dâmaso. Participou do Concílio de Perpignan, convocado por Bento XIII e celebrado de 15 de novembro de 1408 a 26 de março de 1409. Deixou a obediência de Bento XIII em 1415 e foi deposto por ele.
Em 1 de agosto de 1418 foi recebido pelo Papa Martinho V, que restaurou seu cardinalato e título em 17 de março de 1419 em Florença.
Morreu em 8 de outubro de 1420, em Roma. O chapéu cardinalício do abade Martínez foi levado para Montearagón, sendo exposto, suspenso, em sua igreja.

### Conclaves
- Conclave de 1417 - não participou da eleição do Papa Martinho V